# Haplosomoides mauliki
Haplosomoides mauliki is een keversoort uit de familie bladkevers (Chrysomelidae). De wetenschappelijke naam van de soort werd in 1962 gepubliceerd door Lopatin.